# 西銘順治
西銘 順治（にしめ じゅんじ、1921年〈大正10年〉11月5日 - 2001年〈平成13年〉11月10日）は、日本の政治家。那覇市名誉市民、知念村名誉村民、与那国町名誉町民。
沖縄県知事（本土復帰後第3代）、衆議院沖縄及び北方問題に関する特別委員長、衆議院議員（4期）、沖縄県那覇市長（第18・19代）、沖縄自由民主党総裁、立法院議員（1期）等を歴任した。

## 概要
沖縄県八重山郡与那国村（現・与那国町）生まれ。小学生時代の一時期、南洋庁のパラオに在住していた。旧制沖縄県立第二中学校、旧制水戸高等学校を経て1948年、東京帝国大学法学部卒業。戦時下に海軍中尉となる。
外務省に入省するが、半年で退官。沖縄へ戻り、沖縄ヘラルド（その後改名して沖縄朝日新聞）の創設に参加し社長などを歴任する。
政界へ
1950年、沖縄社会大衆党の結党に参加し、1954年には同党公認で立法院議員選挙に出馬して当選する。その後、琉球政府行政主席の比嘉秀平に従って社大党を離党し、琉球政府経済局長（1958年）や計画局長（1961年）を歴任した。
那覇市長
1962年、沖縄自由民主党の支援を受けて那覇市長選挙に出馬し、当選。1968年まで2期6年務める。那覇市長就任後、キャラウェイ旋風をめぐって沖縄自由民主党を離党したが、その後復党し、1968年には党総裁に就任。同年に行われた行政主席選挙に早期の本土復帰には慎重な立場で立候補したが、日本国への早期復帰を公約した沖縄革新系が支援する屋良朝苗に敗れた。なおこの選挙においては、保守系の西銘の当選のため、日米両政府が水面下で働きかけを行っており、この事実は2010年に公開された外交文書により判明した。
衆議院議員
1970年、国政参加選挙に沖縄自由民主党公認で出馬し、衆議院議員に当選した。1973年、第2次田中角栄第1次改造内閣で沖縄開発政務次官に、1976年、三木改造内閣で経済企画政務次官に任命される。
沖縄県知事
3期目途中の1978年、自由民主党・民社党推薦で沖縄県知事選挙に出馬し、西銘の選対事務総長となった呉屋秀信が沖縄県内経済団体を束ね、10年ぶりに県政を革新・左派から奪還成功に導いた。革新陣営が擁立した知花英夫を破って当選した西銘は、戦後初の保守系沖縄知事であった。以後、知事を3期12年務める。在任中は（それまでの革新県政下で行われなかった）自衛隊の募集を県庁で始め、公共事業を積極的に導入。「一にも二にも人づくり」を掲げ、沖縄県立芸術大学や沖縄県国際交流財団の設立や「世界のウチナーンチュ大会」の開催を推進した。また復帰後の知事として初めてアメリカ合衆国を訪れ、在日米軍基地の縮小などを国防総省に要請した他、「五・一五メモ」の公開を日本政府に求めたり、「三者連絡協議会」の設立を促すなど、基地負担軽減にも取り組んだ。
知事選落選から衆議院議員へ
1990年の沖縄県知事選挙に4選を目指して自民・民社両党の推薦で出馬したが、日本社会党・日本共産党・沖縄社会大衆党が推薦し、公明党が支持する琉球大学名誉教授の大田昌秀に3万票差で敗れ、落選した。1993年、第40回衆議院議員総選挙に自民党公認で沖縄県全県区（定数5）から出馬。新党ブームが席捲する中、新生党の仲村正治や日本社会党の上原康助らを上回る得票数でトップ当選した（1990年に西銘の長男・順志郎が同じ選挙区から出馬したが、次点で落選）。同年より衆議院沖縄及び北方問題に関する特別委員長。　
政界引退
1995年3月、脳梗塞を患い、翌年の第41回衆議院議員総選挙には立候補せず、政界を引退した。
2001年11月10日、急性心筋梗塞のため那覇市内の病院で死去した。享年80。

## 家族
- 妻・西銘節子
- 長男・西銘順志郎（参議院議員）[2]
- 三男・西銘恒三郎（衆議院議員）[2]
- 四男・西銘啓史郎（沖縄県議会議員）[2]